# Filoteo Kokkinos
Filoteo Kokkinos (noto in italiano come Filoteo Cocchino) (Tessalonica, 1300 circa – Costantinopoli, 1379) è stato un arcivescovo ortodosso bizantino, che ha ricoperto la carica di patriarca ecumenico di Costantinopoli per tre volte.
Fu nominato patriarca nel novembre 1353 dall'imperatore Giovanni VI Cantacuzeno, deposto da Giovanni V Paleologo nel 1354 e quindi ripristinato dal patriarca Callisto I. Durante il terzo mandato, Filoteo si oppose all'intento dell'imperatore Giovanni V Paleologo di negoziare una soluzione dello scisma d'Oriente con papa Urbano V e papa Gregorio XI.

## Biografia

### Vita secolare
Non è noto nulla sull'infanzia o sulla fanciullezza di Filoteo, se non che era nativo di Tessalonica, che si stima sia nato intorno all'anno 1300 e che sua madre era un'ebrea convertita al cristianesimo.

### Monacato
Intraprese precocemente la vita monastica, diventando un monaco del Monte Sinai e, più avanti, abate del Monastero della Grande Lavra sul Monte Athos. Lì strinse amicizia con il futuro santo Gregorio Palamas e divenne un seguace e sostenitore del suo esicasmo, forma di preghiera contemplativa.
Filoteo scriveva opere sulla teologia delle energie increate di Dio e attaccava la filosofia scolastica che stava prendendo piede nella Chiesa latina. Il suo lavoro più noto è il Tomo agioritico, il manifesto dei monaci del monte Athos sulla partecipazione dei santi alla luce increata di Dio a cui gli apostoli avrebbero assistito durante la Trasfigurazione di Gesù.

### Episcopato
Nel 1347, Filoteo fu consacrato metropolita di Eraclea in Tracia. Entrò sotto la protezione del co-imperatore Giovanni VI Cantacuzeno, così il vescovo si trovò a trascorrere la maggior parte del suo tempo a Costantinopoli.

### Patriarcati
Nel 1354, l'imperatore Giovanni VI lo nominò Patriarca di Costantinopoli.
Nel 1355, quando Giovanni V Paleologo ottenne l'abdicazione di Giovanni VI e il suo esilio in monastero, riuscì di conseguenza a deporre Filoteo.
Nel 1364, il successore Callisto I fece un passo indietro e favorì la restaurazione di Filoteo al trono patriarcale.
Fu nuovamente deposto quando Andronico IV Paleologo ascese al trono imperiale. Filoteo finì i suoi giorni in esilio, nel 1379.

#### La questione del primato della Chiesa
Nel 1354 l'impero ottomano conquistò un avamposto in Europa, a Gallipoli, minacciando Costantinopoli da un nuovo fronte. Per cautelarsi, Giovanni V fece appello all'Occidente per difendere Costantinopoli dai Turchi, offrendo in cambio la risoluzione del cosiddetto «grande scisma» con Roma. Filoteo avversò i tentativi dell'imperatore di negoziare con i papi Urbano V e Gregorio XI, perché dettati da esigenze politiche.
Il vescovo perseguì una politica ecclesiastica che consolidasse la giurisdizione del proprio patriarcato sulle chiese serba, russa e bulgara e che ne affermasse il primato nella Chiesa ortodossa. Intervenne attivamente negli affari della Russia. 

#### La difesa dell'esicasmo
Da sostenitore dell'esicasmo, sponsorizzò la causa di canonizzazione di Gregorio Palamas nel sinodo del 1368. Un esempio significativo della sua campagna per promuovere l'ortodossia della dottrina palamita fu l'iniziativa atta a screditare Demetrio Cidone (teologo e mesazon, cioè primo ministro dell'impero) e suo fratello, il monaco Procoro Cidone. I due si opponevano ai palamiti, tacciandoli di politeismo o panteismo, applicando la logica aristotelica alle caratteristiche neoplatoniche della dottrina; fallirono perché furono condannati dai tre successivi sinodi palamiti che, per contro, elevarono agli onori degli altari Palamas e l'esicasmo. I due fratelli continuarono a opporsi tenacemente al Palamismo anche di fronte allo stesso patriarca, fregiandosi di aderire alla vera ortodossia. Filoteo si sentì costretto a indire un sinodo contro i Cidoni nell'aprile del 1368. Anche questa misura estrema non sortì l'effetto sperato della loro sottomissione, spingendo Filoteo a scomunicare Procoro e a sospenderlo dal sacerdozio.

## Culto
Nel calendario ortodosso è commemorato l'8 ottobre come santo.

## Opere
- Liturgia et Ordo instituendi Diaconum
- Libri XV Antirrhetici
- Sermo Encomiasticus in tres Hierarchas, Basilium, Gregorium Theologum, et Joannem Chrysostomum
- Oratio in tertiam Ieiuniorum Dominicam
- Refutatio Anathematismorum ab Harmenopulo scriptorum
- Confutatio Capitum XIV Acindymi et Barlaami
- Homilia
- Compendium de Oeconomia Christi

## Riferimenti nella cultura di massa
- È un personaggio del romanzo La luce di Orione di Valerio Evangelisti.